# GE Water
Die Firma GE Water & Process Technologies beschäftigt sich mit der Wasseraufbereitung. GE Water gehört zum Bereich GE Infrastructure der amerikanischen General Electric Company, einem der umsatzstärksten Mischkonzerne der Welt. Sitz ist in Trevose in Pennsylvania. CEO ist Jeff Garwood. GE Water hat über 8.000 Beschäftigte, die einen Umsatz 2006 von über 2,1 Milliarden US-Dollar erwirtschaften. 